# Съдебна власт в Бразилия
Съдебната власт в Бразилия се упражнява от независими органи, на които Конституцията на Бразилия предоставя правораздавателни прерогативи. Организацията на съдебната власт в Бразилия е подробно регламентирана от чл. 96 до чл. 126 в Конституцията на съюза.

## Функции
Като цяло Съдебната власт в Бразилия изпълнява 2 основни функции.
Първата е правораздавателната функция. Нейната същност се състои в задължението и прерогативите на органите на съдебната власт в Бразилия да решават правни спорове от всякакво естество чрез провеждането на прозрачни и безпристрастни съдебни процеси и чрез прилагането на нормите на действащото в страната законодателство.
Втората основна функция на съдебната власт в Бразилия е контролът за конституционност, който нейните органи осъществяват върху действия и актовете на органите на властта в страната. Тази функция е пряко свързана със задължението на съдебните органи да закрилят съществуващия правен ред в страната, да осъществяват контрол в процеса на прилагане на правото и да защитават правата и законовите интереси на гражданите на Бразилия, на юридическите лица, на отделните щати и на федералната държава, като съблюдават спазването на Конституцията на Бразилия. Тъй като в Бразилия законите придобиват сила само ако отговарят на Федералната конституция, бразилският правен ред установява методи за предотвратяване на законодателни и административни действия, които противоречат на конституционните норми. Конституцията на страната възприема смесената система на контрол за конституционност, която съчетава
- дифузната система – конституционен контрол може да осъществява всеки орган на съдебната власт, като решенията от такова естество са валидни само за конкретния случай;
- концентрираната система – възможността да се оспори конституционността на законодателни и нормативни актове на федералната държава и щатите пред Върховния Федерален съд на Бразилия.

## Органи на правосъдието
Според Конституцията на Бразилия органи на съдебната власт в страната са:
- Върховният федерален съд
- Националният съдебен съвет
- Висшият съд на Бразилия
- Регионалните федерални съдилища и федералните съдии
- Трудовите съдилища и съдии
- Електоралните съдилища и съдии
- Военните съдилища и съдии
- Съдилищата и съдиите на отделните щати, на федералния окръг и федералните територии

Органите на съдебната власт в Бразилия са еднолични (съдиите) и колегиални (съдилищата).
Според конституционно зададените рамки съдебната власт в Бразилия е разделена на щатско и федерално равнище. Юрисдикцията на щатските съдилища е ограничена до границата на отделните щати, а тази на федералните съдилища се разпростира върху цялата територия на страната.

## Щатско правораздаване
Съдебната система на щатско ниво е организирана на две инстанции в лицето на първоинстанционните щатски съдилища и апелативните щатски съдилища.

### Първоинстанционни щатски съдилища
Територията на всеки бразилски щат е разделена на съдебни окръзи или комарки (на португалски: comarcas), които обхващат териториите на няколко общини. Във всеки съдебен район е разположено поне едно първоинстанционно съдилище, което представлява едноличен орган на съдебната власт в щата – съдилище за дела на първа инстанция. Всеки първоинстанционен съд се състои от един съдия и един заместник-съдия. Съдебните дела се разглеждат от един съдия, с изключение на делата за престъпленията срещу личността, които се провеждат пред съдебно жури. Съществуват специализирани първоинстанционни съдилища, които разглеждат семейни дела и дела по обявяване в несъстоятелност. Решенията на първоинстанционните съдилища се обжалват пред по-горна инстанция в лицето на апелативните щатски съдилищата.

### Апелативни щатски съдилища
Апелативните щатски съдилища (на португалски: Tribunal de Justiça) са най-високата инстанция на съдебната власт в отделните щати. Те са втора инстанция, пред която се обжалват решения на първоинстанционните съдилища. Във всеки щат има само един апелативен съд, чиято юрисдикция се ограничава върху територията на щата. Седалищата на 26-те апелативни съдилища в Бразилия се намират в столиците на отделните щати. Апелативните щатски съдилища обикновено разглеждат делата в състав от трима съдии (на португалски: desembargadores). Съдиите в апелативните съдилища се групират в две колегии – гражданска колегия и колегия за криминални дела. Решенията на апелативните съдилища се обжалват пред федералните съдилища.

## Федерално правораздаване
Правораздаването на федерално равнище се осъществява от федерални съдилища, чиято юрисдикция се разпростира върху цялата територия на страната или върху териториите на няколко щата.
Съдебната система на федерално равнище в Бразилия е организирана на 3 нива: първоинстанционни федерални съдилища, регионални съдилища, висши съдилища и 2-те върховни инстанции – Висшият съд и Върховният федерален съд.
Освен това според предмета на делата, които разглеждат, федералните съдилища биват: федерални (за дела от общ характер) и специализирани (военни, електорални и трудови съдилища).

### Първоинстанционни федерални съдилища
Първоинстанционните федерални съдилища в Бразилия са:
- федералните съдилища
- трудовите съдилища
- военните съдилища
- електоралните съдилища

Те са еднолични органи, които се представляват от федералните, военните и електоралните съдии.

### Регионални съдилища
Регионалните съдилища в Бразилия са второинстанционни (апелативни) съдилища на федерално равнище. Такива са:
- регионалните федерални съдилища
- регионалните съдилища на труда
- регионалните електорални съдилища

#### Регионални федерални съдилища
Регионалните федерални съдилища са апелативни федерални съдилища, чиято юрисдикция се разпростира върху територията на няколко щата. До 2013 г. в Бразилия има 5 регионални федерални съдилища:
- Регионален федерален съд на Първи регион (TRF1) със седалище в Бразилия има юрисдикция върху Федералния окръг и щатите Минас Жерайс, Баия, Пиауи, Мараняо, Гояс, Мато Гросо, Амапа, Токантинс, Пара, Амазонас, Рондония, Рорайма и Акри;
- Регионален федерален съд на Втори регион (TRF2) със седалище в Рио де Жанейро притежава юрисдикция върху щатите Рио де Жанейро и Еспирито Санто.
- Регионален федерален съд на Трети регион (TRF3) със седалище в Сао Пауло, който обхваща териториите на щатите на Сао Пауло и Мато Гросо до Сул
- Регионален федерален съд на Четвърти регион (TRF4) със седалище в Порто Алегри притежава юрисдикция върху щатите Рио Гранди до Сул, Санта Катарина и Парана
- Регионален федерален съд на Пети регион (TRF5) със седалище в Ресифи обхваща териториите на Сержипи, Алагоас, Пернамбуко, Параиба, Сеара и Рио Гранди до Норти

През 2013 г. е направена конституционна поправка, която учредява още 4 регионални федерални съдилища, но Върховният федерален съд суспендира тяхното създаване.

### Висши съдилища
Висшите съдилища в Бразилия са третоинстанционни (касационни) съдилища на федерално равнище. Такива са:
- Висшият съд на труда
- Висшият електорален съд
- Висшият военен съд